# مابولا (سری‌لانکا)
مابولا (به لاتین: Mabola) یک منطقهٔ مسکونی در سری‌لانکا است که در استان غربی، سری‌لانکا واقع شده‌است. مابولا ۲۹٬۸۸۰ نفر جمعیت دارد.